# Pallas et le Centaure
Pallas et le Centaure fait partie des œuvres profanes de Sandro Botticelli peinte autour de 1482. C'est une scène mythologique qui marque un tournant dans la carrière de l’artiste. L’artiste s'attachait surtout à une peinture riche en symboles où se mêle Antiquité et religion, alors que la Renaissance mettait alors au jour la perspective et l'humanisme.

## Historique

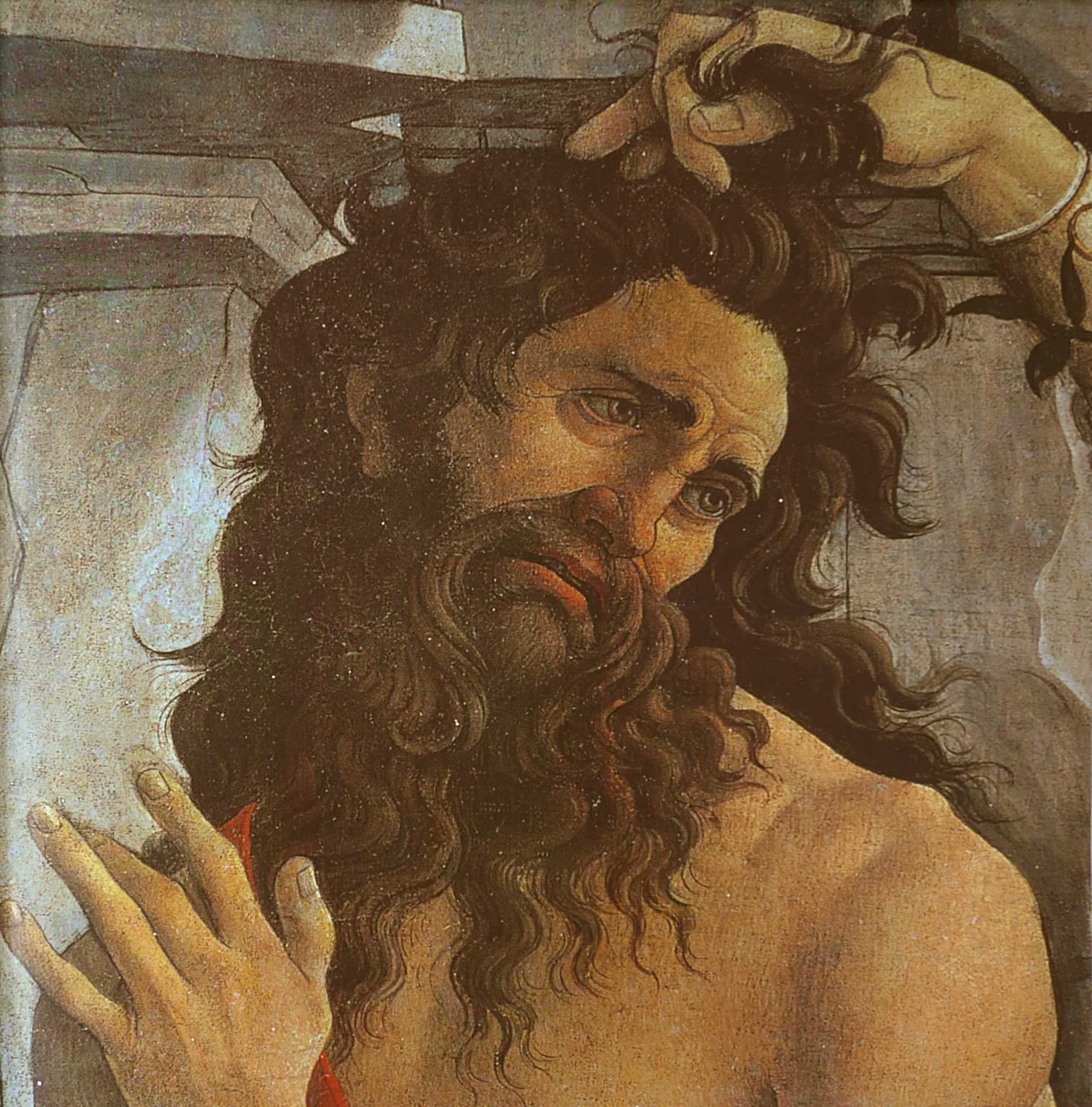
Détail du tableau.

Ce tableau en tempera sur toile fut commandé à Botticelli par Laurent le Magnifique, prince de Florence, pour le mariage de son cousin  Lorenzo di Pierfrancesco avec Sémiramis d'Appiamo. Référencé dans un inventaire de 1499 (découvert en 1975), il faisait partie des œuvres de la Villa Medicea di Castello. Il est aujourd'hui conservé et exposé à la Galerie des Offices de Florence.
L’artiste séjourne à Rome entre 1481 et 1482, et, avec d’autres peintres florentins comme Cosimo Rosselli et Domenico Ghirlandaio, il travaille à la décoration des murs de la chapelle Sixtine, construite entre 1475 et 1477 par le pape Sixte IV à l’image du temple de Salomon. Tout de suite après cette expérience romaine, il réalise d’affilée quelques-unes de ses plus belles peintures sur des thèmes mythologiques et poétiques, toutes liées d’une manière ou d’une autre au mécénat médicéen : les quatre panneaux  représentant la nouvelle de Boccace, Nastagio degli Onesti, Le Printemps, La Naissance de Vénus, et Pallas et le Centaure.

## Composition
Le centaure est à gauche, équipé d'un arc et d'un carquois, et appuyé à une architecture de ruines. Pallas, à droite, pour laquelle Botticelli s'est apparemment inspiré de Simonetta Vespucci, porte des feuillages et une robe brodée de l'insigne (trois ou quatre bagues à diamant entrelacées) de Laurent le Magnifique, et tient une hallebarde, devant un fond paysagé. Pallas porte la main sur la tête du centaure, tête inclinée en signe d'apaisement ou de soumission. Une barrière à droite indique qu'il s'agit d'un jardin clos.

## Analyse
Le thème moral (la Raison incarnée par Pallas, autre théonyme d'Athéna) est à destination de Pierfrancesco, de sombre réputation, violent et débauché, incarné par le Centaure (la bestialité). Il s'agit d'une allégorie à thème mythologique, de la sagesse (Pallas) qui domine l'instinct (Le Centaure), ou la victoire de la Connaissance sur l'Ignorance. Centaure qui s'est introduit dans le jardin, équipé d'un arc à la main, prêt à tirer, est surpris par Pallas, gardienne des lieux.
Les regards ne se croisent pas, chacun des personnages restant irréel.
Certains analystes de l'art y voient aussi une illustration politique : Rome pour le Centaure et Pallas pour Florence, signifiant l'influence artistique de la cité florentine sur toute l'Europe.

## Postérité
Le tableau fait partie du musée imaginaire de l'historien français Paul Veyne, qui le décrit dans son ouvrage justement intitulé Mon musée imaginaire.